# Volo Saudia 162
Il volo Saudia 162 era un volo di linea dall'Aeroporto Internazionale di Dammam-Re Fahd, in Arabia Saudita, all'Aeroporto Internazionale di Karachi, in Pakistan, che subì una decompressione incontrollata ad alta quota sopra le acque internazionali al largo del Qatar, uccidendo 2 bambini che erano tra i 272 passeggeri.

## L'aereo
L'aereo dell'incidente era un Lockheed L-1011-200 TriStar, numero di immatricolazione HZ-AHJ (c/n 1161).
Poco dopo il decollo, mentre l'aereo raggiungse un'altitudine di 29.000 piedi durante la sua salita, una delle sue ruote principali cedette catastroficamente all'interno del vano del carrello, esplodendo e creando un buco nella fusoliera e nel pavimento della cabina. Venne avviata una discesa di emergenza, seguita da un atterraggio riuscito all'aeroporto internazionale di Doha in Qatar. Due passeggeri morirono quando furono risucchiati attraverso il foro nel pavimento della cabina.

## Causa probabile
Si stabilì che la probabile causa dell'incidente fu una rottura per fatica di una flangia sul mozzo di una delle ruote principali del carrello di atterraggio. Questo guasto aveva provocato lo scoppio di uno degli pneumatici. I detriti di questa esplosione erano penetrati nella cabina dell'aereo, provocando la decompressione esplosiva. BF Goodrich Co. e Lockheed ammisero la responsabilità della loro incapacità di valutare i rischi per la sicurezza associati a questo particolare design della ruota. Inoltre venne accertato che la Federal Aviation Administration (FAA) non aveva effettuato un'adeguata supervisione dei produttori.

## Conseguenze

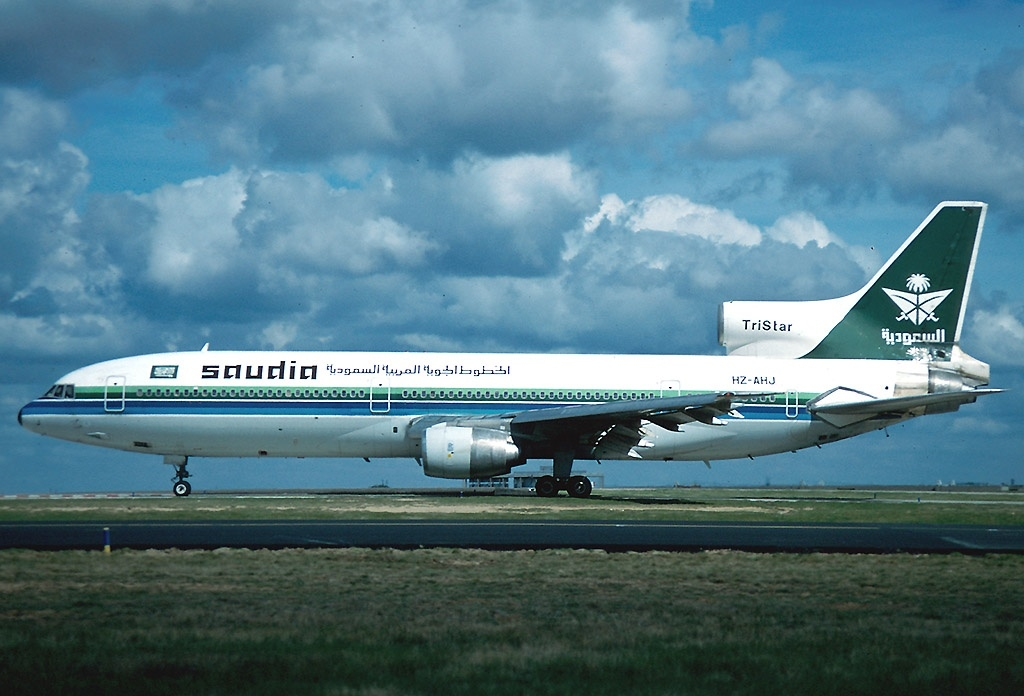
L'aereo coinvolto nel 1996, 16 anni dopo l'incidente.

L'aereo fu successivamente riparato e rimesso in servizio da Saudia. Venne ritirato nel 1999 e infine demolito.